# Rentjärnen (Hortlax socken, Norrbotten, 724442-176202)
Rentjärnen är en sjö i Piteå kommun i Norrbotten och ingår i Jävreåns huvudavrinningsområde. Sjön har en area på 0,0362 kvadratkilometer och ligger 40 meter över havet.

## Delavrinningsområde
Rentjärnen ingår i det delavrinningsområde (724470-176180) som SMHI kallar för Mynnar i Lillån. Medelhöjden är 48 meter över havet och ytan är 1,58 kvadratkilometer. Det finns inga avrinningsområden uppströms utan avrinningsområdet är högsta punkten. Vattendraget som avvattnar avrinningsområdet har biflödesordning 3, vilket innebär att vattnet flödar genom totalt 3 vattendrag innan det når havet efter 8,2 kilometer. Avrinningsområdet består mestadels av skog (67 procent). Avrinningsområdet har 0,03 kvadratkilometer vattenytor vilket ger det en sjöprocent på 2 procent.